# アルセニー・ヤツェニュク
アルセニー・ペトロビッチ・ヤツェニュク（ウクライナ語: Арсе́ній Петро́вич Яценю́к、1974年5月22日 - ）は、ウクライナの政治家、経済学者、弁護士。同国元首相（第15代）。2014年に起きたウクライナ政変によってヤヌコーヴィチ政権が崩壊し、オレクサンドル・トゥルチノフ大統領代行が就任。同時に首相に就任した。2014年3月には人民戦線党を結成し党首となった。

## 来歴
ソビエト連邦ウクライナ共和国チェルニウツィー州州都のチェルニウツィーにて誕生。ウクライナでは少数派のウクライナ東方カトリック教会を信仰。チェルニウツィー大学とキエフ国立貿易経済大学を卒業。その後、銀行に勤務。2003年には28歳の若さでウクライナ国立銀行副総裁に就任。親欧米派のヴィクトル・ユシチェンコ大統領の元、2005年に経済大臣、2007年に外務大臣、2007年から2008年にかけてウクライナ最高議会の議長を務めた。2010年には2010年ウクライナ大統領選挙に出馬。2014年にミコラ・アザロフの後任として首相になり、反露・親欧米路線を推し進めた。しかし、経済低迷、腐敗や汚職、ウクライナ内戦等の諸問題への対応が遅れたことで、親欧米路線内での対立が激化しペトロ・ポロシェンコ大統領との関係が悪化。支持率低迷から2016年4月10日に辞任を表明した。